# مانويل كاريون
مانويل كاريون (بالإسبانية: Manuel Carrión)‏ هو لاعب كرة قدم إسباني، ولد في 19 يوليو 1978 في إلبي في إسبانيا. لعب مع نادي ألكويانو ونادي أوريويلا ونادي أونتينيينت.

## وصلات خارجية
- مانويل كاريون على موقع قاعدة بيانات كرة القدم.إي يو (الإنجليزية)
- مانويل كاريون على موقع Soccerway.com (الإنجليزية)